# Stobaera tricarinata
Stobaera tricarinata är en insektsart som först beskrevs av Thomas Say 1825.  Stobaera tricarinata ingår i släktet Stobaera och familjen sporrstritar. Inga underarter finns listade i Catalogue of Life.